# 야에야마군
야에야마군(일본어: 八重山郡, 야에야마어: Yaima, 오키나와어: Ēma)은 일본 오키나와현의 군이다. 인구 5,425명, 면적 363.35km², 인구밀도 14.9명/km².(2025년 5월 1일, 추계인구)

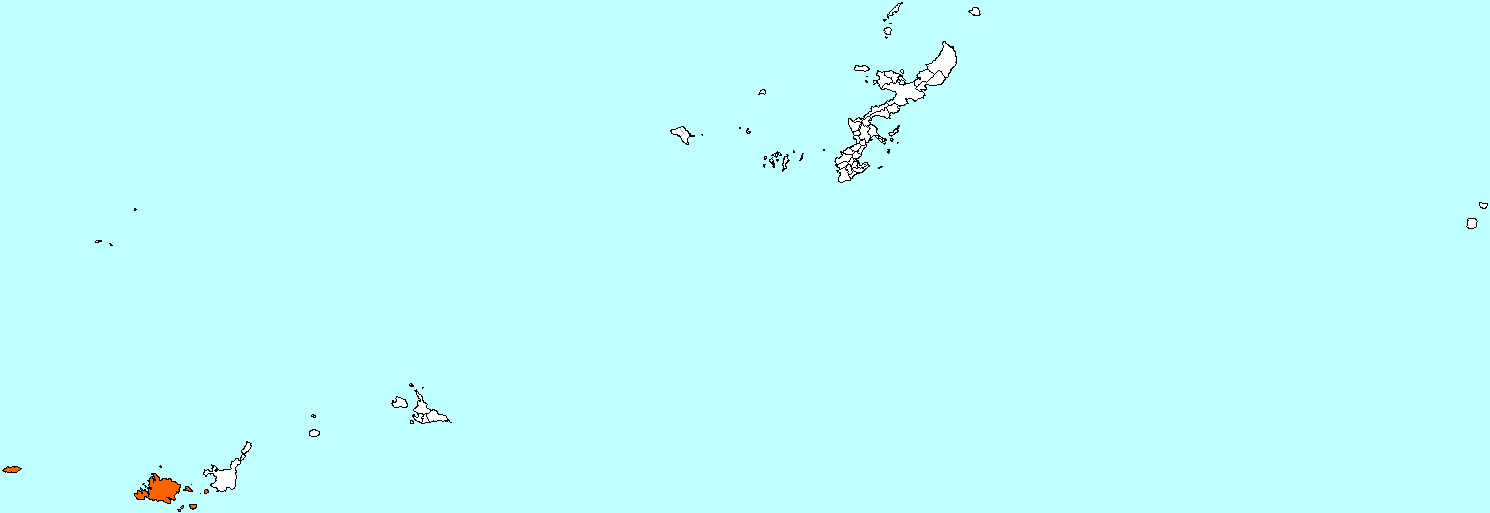
야에야마 군의 위치

이하 2정으로 구성된다.
- 다케토미정(竹富町)
- 요나구니정(与那国町)